# かみのけ座銀河団

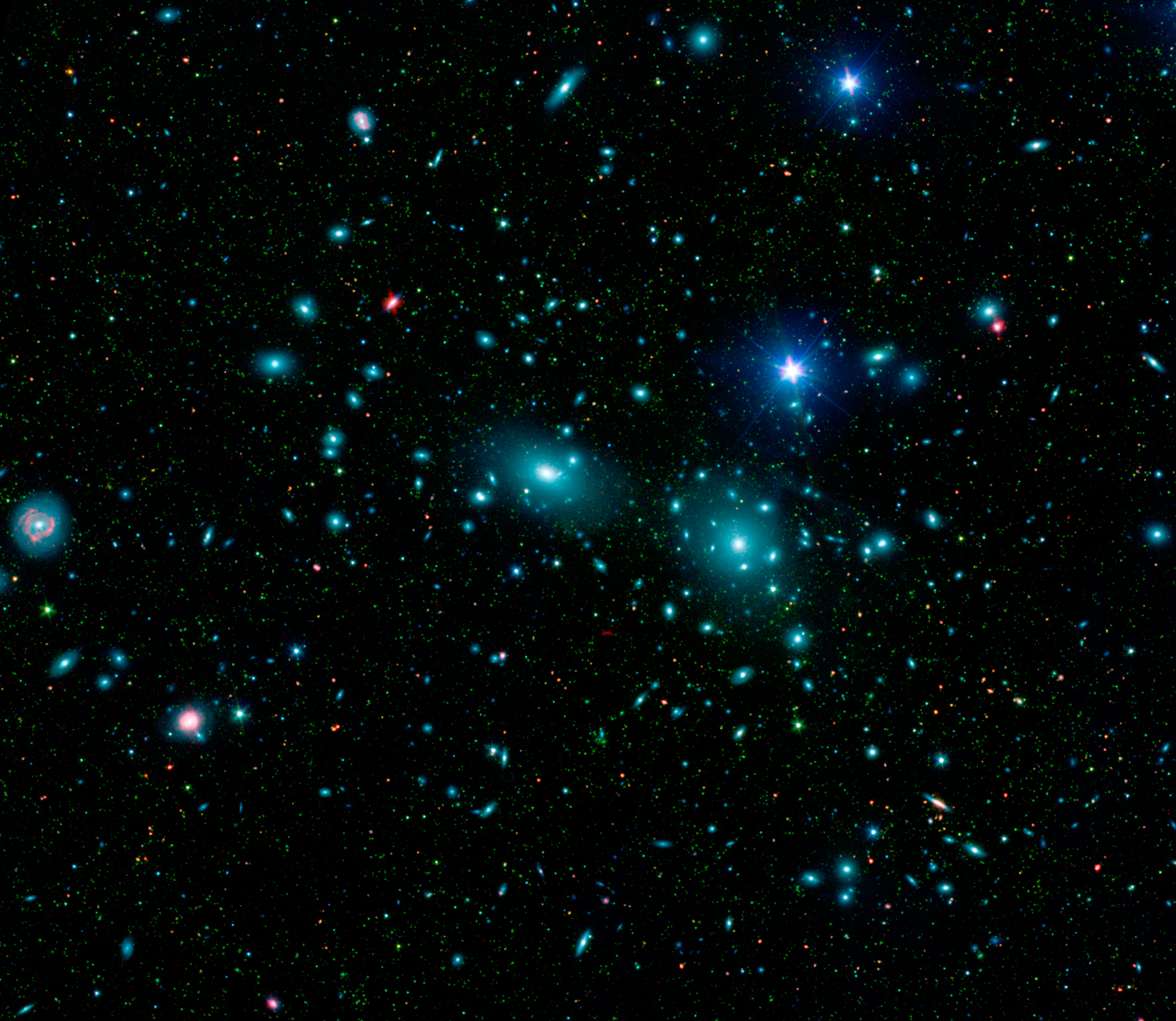
かみのけ座銀河団の着色合成画像

かみのけ座銀河団（かみのけざぎんがだん、英：Coma Cluster、別名：Abell 1656）は、確認されただけで1000個以上の銀河を含む大きな銀河団である。しし座銀河団（Abell 1367）と共に、かみのけ座超銀河団を構成する、2つの主要な銀河団の一方である。
銀河団の地球からの平均距離は99Mパーセク（3.21億光年）である。中央の領域は、2つの巨大楕円銀河、NGC 4874とNGC 4889により支配されている。星野では銀河座標の北極付近の数度の範囲に見える。銀河団の中央部分に存在する銀河のほとんどは、楕円銀河である。矮小銀河も巨大楕円銀河と同様に、大量に銀河団の中で見出される。
空間密度の高い銀河団の例にもれず、構成銀河は圧倒的に楕円銀河とレンズ状銀河（S0銀河）である。ごく少数の形成年代の若い渦巻銀河も存在するが、それらの大部分は銀河団の周辺近くにある。

## 参考資料
1. 1 2  The Nearest Superclusters
2. ↑  Focus On The Coma Cluster - NASA Archived 2008年5月30日, at the Wayback Machine.
3. ↑  The Coma Supercluster - atlasoftheuniverse.com
4. ↑  Colless, M (2001). "Coma Cluster". In P Murdin (ed.). Encyclopedia of Astronomy and Astrophysics. Bristol Institute of Physics publishing. 2006年10月8日閲覧。[リンク切れ]
5. ↑  Conselice, Christopher J., Gallagher, John S., III (1998). “Galaxy aggregates in the Coma cluster”. Monthly Notices of the Royal Astronomical Society 297:  L34–L38. doi:10.1046/j.1365-8711.1998.01717.x.
6. ↑  Newswise: Hubble's Sweeping View of the Coma Cluster of Galaxies Retrieved on June 11, 2008.